# Mentona Moser

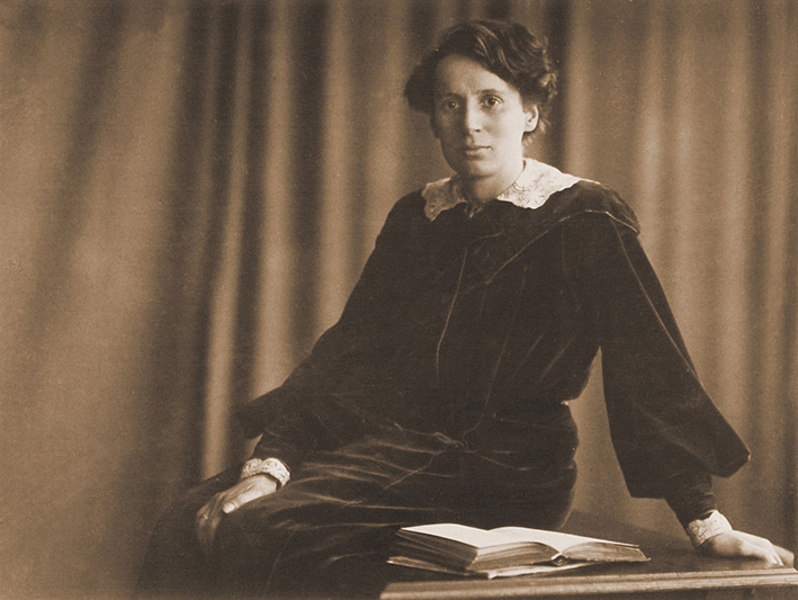
Mentona Moser, 1908

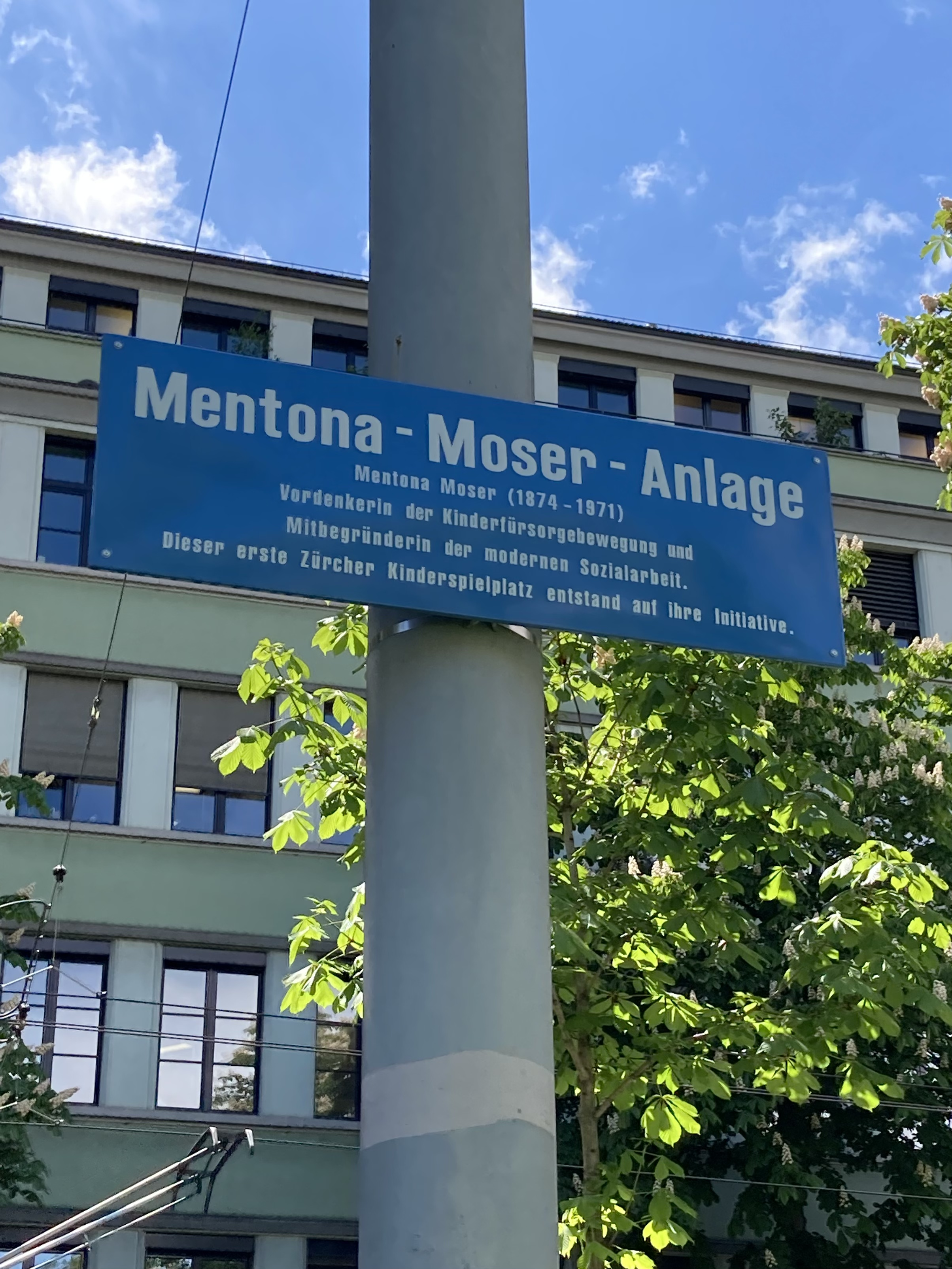
Bild der Beschriftung des Spielplatzes, den Mentona Moser angeregt hatte, im Kreis 4 in Zürich

Mentona Moser, als Luise Moser ins Taufregister eingetragen (* 19. Oktober 1874 in Badenweiler; † 10. April 1971 in Berlin-Köpenick), war eine Schweizer Schriftstellerin und Kommunistin, Funktionärin und Mäzenin der Internationalen Roten Hilfe (IRH).

## Leben
Mentona Moser war eine Tochter des reichen Uhrenfabrikanten Heinrich Moser (1805–1874) und seiner zweiten Ehefrau Fanny Sulzer-Wart (1848–1925). Sie wuchs zusammen mit ihrer Schwester, der späteren Zoologin und Parapsychologin Fanny Moser (1872–1953) auf. Ihr Vater starb bereits vier Tage nach ihrer Geburt. Ihre an zunehmendem Armutswahn leidende Mutter galt „um die Jahrhundertwende mit Ausnahme der gekrönten Häupter als eine der reichsten Frauen Europas (wenn nicht als reichste überhaupt)“, wie der Psychiatriehistoriker Henri Ellenberger in einem Vortrag 1976 über Sigmund Freuds Patientin Emmy von N. feststellte.
Ab dem Sommer 1887 lebte Mentona Moser mit ihrer Familie auf der Halbinsel Au in Wädenswil. Als 17-Jährige begann sie ein Zoologie-Studium als Hospitantin an der Universität Zürich, das sie dann in London fortsetzte. 1897 begann sie an Frauen-Colleges der Universität Cambridge einen zweijährigen Kurs über Soziale Arbeit, um sich als Sozialhelferin ausbilden zu lassen. Neben ihrer Ausbildung war Moser als Hilfslehrerin an Abendschulen tätig. 1901 nahm sie im Cottage-Hospital in London eine Stelle als Lernschwester an.
Moser kehrte 1903 endgültig in die Schweiz zurück und bezog nach der Heirat ihrer Schwester Fanny Moser in Zürich eine eigene Wohnung. Sie widmete sich wieder der Sozialarbeit, hielt Vorträge über Wohlfahrtspflege und publizierte Broschüren. Zusammen mit Maria Fierz führte sie in Zürich 1908 die ersten sozialen Ausbildungskurse durch, die «Kurse zur Einführung in weibliche Hilfstätigkeit für soziale Aufgaben». Sie gründete einen Blindenverein und beteiligte sich an der Gründung der ersten Fürsorgestelle für Tuberkulöse in Zürich. Hinzu kamen Planungen von Arbeitersiedlungen. 
Die von ihr eingereichten Gestaltungspläne unter anderem für eine Siedlung im Wald des Zürichbergs wurden vom Stadtrat angenommen. Ab Januar 1908 gab sie zusätzlich Kurse in Kinderfürsorge und verarbeitete ihre Erfahrungen aus der Planung von Spielplätzen. Bei dieser Tätigkeit lernte sie Hermann Balsiger kennen, den damaligen Sekretär für das Bauwesen der Stadt Zürich, den sie 1909 heiratete; vor ihrer Heirat hatte Mentona Moser lesbisch gelebt. Beide, Balsiger und Moser, wurden Mitglied der Sozialdemokratischen Partei der Schweiz. Eine freundschaftliche Beziehung bestand auch zum Nationalrat Herman Greulich.
Ende 1909 wurde ihre Tochter Amrey geboren und im Juni 1911 ihr Sohn Edouard. In den politischen Auseinandersetzungen während des Ersten Weltkriegs kam es zum Zerwürfnis mit dem Ehemann Balsiger, der 1917 zum Oberrichter gewählt wurde, was zur Scheidung führte. Sie nahm wieder ihren Geburtsnamen Moser an und wurde Mitarbeiterin im Zentralsekretariat des Reformbundes der Übergangszeit und war im November 1918 an der Organisation des Landesstreiks beteiligt.
1921 gründete Mosers Nachfolgerin Marta von Meyenburg zusammen mit Maria Fierz die Soziale Frauenschule Zürich. Im selben Jahr wurde Moser Gründungsmitglied der Kommunistischen Partei der Schweiz (KPS). Ihre politische Tätigkeit führte zu einer intensiven Zusammenarbeit mit der Leiterin der Frauenabteilung der KPS Rosa Bloch, deren Funktion im Parteivorstand Moser 1922 übernahm, und auf internationaler Ebene mit Clara Zetkin. Mit Fritz Platten war sie befreundet. Er unterstützte sie auch beim Aufbau des Kinderheims in Iwanowo.
Politisch agitierte sie „für das einstweilen passive Stimmrecht der Frau“, was ihr beruflich immer mehr Probleme einbrachte. In Zürich initiierte sie eine kommunale Beratungsstelle zur Schwangerschaftsverhütung. Von 1919 bis 1924 war sie als Leiterin der Abteilung für Mütter- und Säuglingspflege tätig bei dem Verein Pro Juventute.
Diesen „Broterwerb“ gab sie nach dem Tod ihrer Mutter auf, da sie mit den Pflichtteilsansprüchen aus der Erbschaft nicht nur hinreichend versorgt war, sondern nun auch in der Lage, Hilfsprojekte der IAH und der IRH als Mäzenin unterstützen zu können. In diesem Zusammenhang stellte sie dem ZK der KPD in Fichtenau (heute Schöneiche bei Berlin) eine Villa zur Verfügung, in der diese im Februar 1929 die Reichsparteischule „Rosa Luxemburg“  eröffnete.
Moser übersiedelte 1929 nach Berlin und produzierte für den Rotfrontkämpferbund (RFB) Schallplatten mit dem Komponisten Hanns Eisler, dem Dichter Erich Weinert und dem Sänger Ernst Busch. Sie betrieb dazu den Schallplattenladen und Literaturvertrieb Arbeiter-Kult, dessen Geschäftsführung sie nach dem Verbot des RFB 1931 übernahm. Im „Schallplattenprozeß“ im Herbst 1931 wurden diese Schallplatten verboten. Mit der Begründung, sie sei RFB-Mitglied, wurden auch ihre privaten Konten gesperrt und die letzten Vermögenswerte aus der Erbschaft beschlagnahmt. Von marodierenden Nationalsozialisten wurde das Haus des Arbeiter-Kults wiederholt beschossen und belagert, so dass es interessierten Kunden faktisch unmöglich gemacht wurde, den Laden zu betreten, was zum Konkurs des gesamten Unternehmens führte.
Moser übernahm anschließend die Leitung der Gefangenenbibliothek der Roten Hilfe in der Berliner Dorotheenstraße. 1933 blieb sie trotz der Bedrohung durch die Fahndung der politischen Polizei in Berlin und beteiligte sich am Widerstand gegen den Nationalsozialismus. 1934 kehrte sie in die Schweiz zurück und lebte in Morcote als Schriftstellerin. Die von ihr der KPD übertragene Villa wurde 1933 von den Nationalsozialisten beschlagnahmt und vom neuen Besitzer nach dem deutschen Diktator in „Villa Adolf Hitler“ umbenannt.
Nach dem Zweiten Weltkrieg war sie auf Sozialhilfe angewiesen, bis sie 1950 von ihren Mitkämpfern in der IRH Wilhelm Pieck und beim Arbeiter-Kult Fred Oelßner eine Einladung zur Übersiedlung in die DDR erhielt.

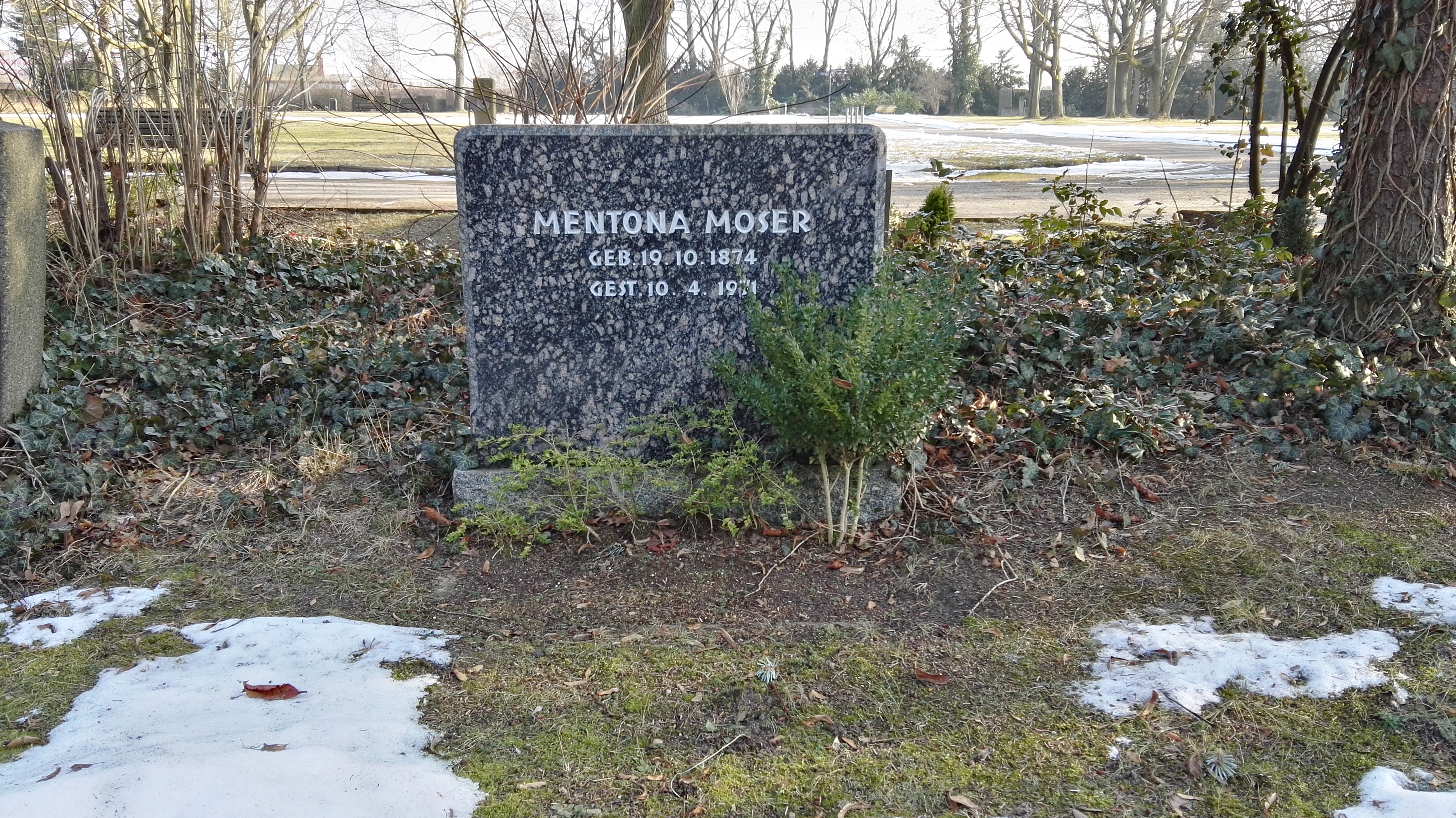
Grabstätte

Beigesetzt wurde ihre Urne im Bereich zwischen Feierhalle und Grabanlage „Pergolenweg“ der Gedenkstätte der Sozialisten auf dem Zentralfriedhof Friedrichsfelde in Berlin-Lichtenberg.

## Ehrungen
- 1950: Ehrenstaatsbürgerschaft der DDR
- 1957: Clara-Zetkin-Medaille
- 1959: Vaterländischer Verdienstorden in Silber[9]
- 2020: Ihr zu Ehren wurde in der Stadt Zürich hinter der St. Jakobskirche eine Grünfläche benannt: die Mentona-Moser-Anlage.[10]

## Schriften (Auswahl)
- Die weibliche Jugend der oberen Stände. Betrachtungen und Vorschläge. Schultheiss, Zürich 1903.
- Beiträge zur Wohltätigkeit und sozialen Hilfeleistung in ihrer praktischen Anwendung. Zürich 1905.
- Lernt sie kennen. Erzählungen aus der Vogelwelt, mit Holzschnitten von Remi Nüesch. Büchergilde Gutenberg, Zürich 1941.
- Unter den Dächern von Morcote. Meine Lebensgeschichte. Mit einem Nachwort von Ilse Schiel. Dietz-Verlag, (Ost-)Berlin 1985; 2. Auflage ebenda 1987, ISBN 3-320-00597-9. [Autobiographie bis vor den Zweiten Weltkrieg, hrsg. von Ilse Schiel, Institut für Marxismus-Leninismus beim ZK der SED].
- Ich habe gelebt. Mit einem Nachwort von Roger Nicholas Balsiger. Limmat, Zürich 1986, ISBN 3-85791-094-1. [Autobiographie].